# Гурвич Саул Беньямінович
Саул Ісраель Гурвич (14 вересня 1861, Уваровичі, Могиловська губернія — 10 серпня 1922, Берлін) — єврейський письменник, перекладач та літературний критик. Троюрідний брат Шимона Дубнова. Батько Еліаса Гурвича.

## Біографія
Саул Гурвич народився 1861 році в сім'ї багатого орендаря та торговця лісом Беньяміна Файвіша Гурвича. Через деякий час після народження сина Еліаса сім'я переїхала до міста Глухова Чернігівської губернії. У 1902 році Еліас Гурвич вступив до Київського університету. У 1905 році сім'я Гурвичів, побоюючись можливих погромів, переїхала до Берліна. Після початку першої світової війни Саул Гурвич був висланий до Російської імперії, а Еліас зміг залишитися в Німеччині. Повернувшись у 1914 році до Російської імперії, втратив свій статок і після довгих страждань повернувся до Берліна у 1921 році. Тут він був помітною фігурою серед письменників-емігрантів, де писав про середньовічну та сучасну єврейську літературу. Спільно із Хаїмом Бяликом керував видавництвом «Келал». Був серед засновників та керівником організації за відродження івриту та єврейської культури «Хістадрут Іврит».
Свою літературну діяльність розпочав у 1881 році зі співпраці в єврейських періодичних виданнях «Ха-Меліц» та «Світанок». У 1884 році переклав твори Мойсея Гесса «Рим та Єрусалим» на іврит для журналу «Ха-Магід». Найбільш значущі його нариси про Юду Галеві, хасидизм, гаскалі були зібрані в книзі «Звідки і куди?» (Берлін, 1914).
Молодший брат — правознавець і сіоністський діяч Лев Веніаминович Гурвич.

## Твори
- «ציון לנפש : רבנו נחמן הכהן קראָחמאל»
- «העבריה והיהודיה» («Єврейка та юдаїзм»)
- «До питання існування юдаїзму» (1904)
- «העתיד» («Майбутнє», т.1-5, 1908-14; т.6, Берлін, 1926)
- «ר' יהודה הלוי : בתור פלוסוף דתי ובתור משורר»
- «החסידות וההשכלה»
- «ספר תורת חובות הלבבות»
- «מאין ולאין?» («Звідки і куди?», Берлін, 1914)